# Ilana Glazer
Pour les articles homonymes, voir Glazer.
Ilana Glazer (née le 12 avril 1987 est une humoriste de stand-up et une actrice américaine.

## Biographie
Ilana Glazer est la fille de Sandi Wexeler et Larry Glazer, travaillant tous les deux dans les assurances et la finance,,. Elle a grandi à St. James dans l'État de New York avec son frère Eliot. Elle a étudié à la Smithtown High School de Smithtown,.
Elle intègre le Upright Citizens Brigade Theatre en 2006. En 2014, elle co-crée la série télévisée Broad City avec Abbi Jacobson.

## Filmographie

### Films
- 2012 : Nature Boys, court-métrage
- 2013 : Little Horribles, court-métrage
- 2013 : How to Follow Strangers
- 2014 : High and Dry, court-métrage
- 2015 : The Night Before
- 2017 : Pire Soirée
- 2020 : False Positive de  John Lee (en)

### Séries
- 2014 : Broad City (également co-créatrice)
- 2016 : Time Traveling Bong
- 2016 : Brad Neely's Harg Nallin' Sclopio Peepio
- 2019-2022 : Les Œufs verts au jambon : E.B
- 2022 : The Afterparty : Chelsea

### Apparitions TV
- 2018 : Saison 10 de RuPaul's Drag Race : Episode 9